# Деформитети кичменог стуба
Деформитети кичменог стуба настају када дође до абнормалности кичменог стуба (кичме), односно, природне кривине кичменог стуба су поравнане или пренаглашене у одређеним областима.
Кичмени стуб, или једноставније кичма, састоји се од ситних костију – пршљенова, наслаганих, заједно са дисковима, један на врху другог. Здрава (нормална) кичма, када се посматра са стране има нежне кривине, помоћу којих апсорбује стрес из телесних покрета и гравитације.
Гледано са леђне стране, кичма би требало да се налази право на средини леђа.
Када дође до абнормалности кичме, природне кривине кичменог стуба су поравнане или пренаглашене у одређеним областима.
Постоје три главне врсте поремећаја кривине кичменог стуба:
- Лордоза – кичма особе са лордозом закривљена је значајно према унутра у доњем делу леђа
- Кифоза – њу одликује ненормално закривљен горњи део леђа (више од 50 степени кривине)
- Сколиоза– особа са сколиозом има бочну кривину кичме. Крива је често облика слова S или слова C.

## Лордоза
Лордоза (лат. lordosis) представља кривину кичме у сагиталној равни са конвекситетом према напред. То је повећање предње кривине цервикалног или лумбалног дела кичме у комбинацији са лумбосакралним углом и нагињањем карлице према напред.
Јавља се у секундарном и компензаторном (конституционалном) облику.
Лордозу могу изазвати:
- Ахондроплазија – поремећај у коме кости заостају у расту, што доводи до патуљастог раста.
- Спондилолистеза – стање у коме кичма, обично у доњем делу леђа, клизи напред
- Остеопороза – стање у коме пршљенови постају крхки и могу се лако сломити (компресивни преломи)
- Екстремна гојазност
- Kифоза – стање код ког је ненормално закривљен горњи део кичме
- Дисцитис – запаљење простора на диску између костију и кичме, најчешће узрокован инфекцијом
- Бенигна (безопасна) јувенилна лордоза

### Симптоми
Симптоми лордозе укључују:
- задњица је израженија
- постоји велики јаз између доњег дела леђа и пода, када особа лежи на леђима на чврстој површини, који се не мења кад се накривите напред
- бол у леђима и нелагодност
- проблем у кретању

## Kифоза
Kифоза (лат. kyphosis) представља прекомерно изражену антеропотериорну кривину са конвекситетом према назад целе кичме или једног дела. То је деформитет који карактерише повећање  физиолошке кривине грудног дела кичме према натраг. Слабији развој предњег дела пршљена формира клинасти  пршљен, а њена последица је кифоза. Kифоза или грба може бити заобљена када је граде више пршљенова и називамо је кифозом округлих леђа. Такође срећемо и оштроугле кифозе настале деформацијом једног или два тела пршљена.
Kифозу могу изазвати:
- Лоше држање
- Шојерманова болест (округла леђа), стање које узрокује да се пршљенови изобличе
- Артритис
- Остеопороза
- Спина бифида, дефект од рођења, у коме се кичмени стуб фетуса не затвори потпуно у току развоја унутар материце
- Инфекције кичменог стуба
- Тумори кичменог стуба
- Kонгенитална кифоза

### Симптоми
Симптоми кифозе обично су видљиви и обухватају:
- напред савијена глава у односу на остатак тела
- грба или крива у горњем делу леђа
- умор у леђима или ногама

Постуралне кифозе веома често срећемо у сваком животном добу, а настају услед лошег држања (неподесне столице и клупе, погрбљеност при седењу, при читању или мануелном раду). Активношћу, могу се изгубити при лежању на стомаку, а вољним моментом  исправити.
Структуралне кифозе код деце, могу се јавити услед слабости мишића екстензора кичме (хипотонија) код брзог раста, присутног  рахитиса, или неке тешке болести која исцрпљује организам. У периоду адолесценције округла  леђа су последица  остеохондрозе, а код старијих, сенилних људи услед остеопорозе. Узроци још могу да буду остеомалација, анкилозирајући спондилитис као и друга патолошка стања везана за коштани систем.
Адолесцентна кифоза се најчешће јавља између 9. и 16. године живота. Промене на епифизама (дискусима) и оштећења на шестом до дванаестом грудном пршљену постају клинасти и то нарочито напред. У практичном животу кифозу још називају погрбљеност, округла леђа.
Сенилну кифозу узрокује најчешће остеопороза. Настаје у периоду поремећаја метаболизма костију повезаном са степеном активности самих коштаних ћелија. Предњи делови тела пршљенова колабирају под оптерећењем, кичмени стуб формира округлу кифозу ребра се приближавају бедрењачи, а покретљивост кичме је смањена. Висина тела се смањује за 15 сантиметра, некада и више, и настаје диспропорција у односима екстремитета. Пацијент осећа замор, умор, бол у кичменом стубу, карлици, а понекад бол иритира предео око слабина и надоле дуж ногу. Рендгенски налаз је доста оскудан, па се често пацијент води под дијагнозом артритис.

## Сколиоза
Сколиоза (лат. scoliosis) је бочна латерална и ротаторна кривина кичменог стуба настала услед деформације једног или више тела пршљенова, међупршљенова, међупршљенских хрскавица или услед слабости лигамента и мишића кичме. Примарна кривина (једна или више), је почетни стадијум деформитета а секундарна или компензаторна кривина развија се накнадно у циљу одржавања усправног става главе, трупа и карлице.
Сколиоза може бити мобилна или фиксирана. У почетном стадијуму је мобилна а у крајњем фиксирана. По стадијумима, сколиоза може бити : блага, умерена, тешка. Сколиозе по степену могу бити:
- сколиоза првог степена – деформитет се може отклонити радом на јачању мишића и суспензијом деформитета,
- сколиоза другог степена – присутна је грба која се и вежбама не може сасвим изравнати,
- сколиоза трећег степена – битна корекција није могућа осим оперативним путем.

### Класификација
Класификација сколиозе:
- Функционалне сколиозе – лоше држање, неједнакост ногу, ампутација, контрактура кука
- Структуралне, сколиозеидиопатске, остеопатске, конгениталне, торакогене, остеодистрофије, неуропатске (паралитичне), полиомyелитис, друга нервна обољења миопатске мишићне дистрофије.

Положајна или функционална сколиоза  увек се развија у лумбалном или вратном делу кичме. Карактеристика је то да је привремена и зависи од положаја ногу, карлице или спазма мишића. Присутна је при седењу и стајању а губи се у лежећем положају, ако не постоји спазам мишића. Код ових сколиоза, кривина је обично блага од 1,5 до 3 cm. Није удружена са ротацијом тела пршљенова па се због тога и лако исправља.
Структурална сколиоза настаје услед промене на пршљеновима, ребрима и мускулолигаментарном апарату. Кривина је стална при сваком положају тела. Изражена је ротација пршљенова, увек према конвексној кривини. Удружена је са антерипостериорном кривином кичме, различитог је степена и погоршава се у периоду раста. Често у пракси срећемо удружено постуралне и иструктуралне сколиозе.
Лоше држање и постојање сколиозе једно друго појачава односно, даје тежу клиничку слику. Краћа нога на страни слабих мишића појачава сколиозу, ако је на супротној страни - она је умањује. Код сколиозе постоји кривина надесно и лумбална кривина налево, од којих је једна обавезно компензаторна. Ако поред торзије постоји и савијање кичме према натраг, онда говоримо о кифосколиози